# Konvrš
Konvrš (z latinského frater conversus, obrácený bratr) je řeholník, který není mnichem. Označení se používá zejména v souvislosti se středověkými kláštery a grangiemi, v nichž konvrši vykonávali převážnou část manuálních prací k zajištění hospodářské soběstačnosti kláštera.

## Historie
V souladu se zásadou ora et labora (modli se a pracuj) byla ve středověkých klášterech odmítána jakákoliv forma obživy založená na jiných zdrojích než práci mnichů. Protože však konání předepsaných modliteb znemožňovalo mnichům věnovat práci tolik času, aby si dokázali vyrobit či vypěstovat vše potřebné pro život, začali být přibližně v 10. století přijímáni do klášterů laičtí bratři – konvrši, kteří se účastnili bohoslužeb jen jednou denně a jinak se věnovali práci na poli či jiné manuální činnosti. Konvrši pracovali také ve zvlášť zřízených hospodářských dvorech nazývaných grangie.

## Charakteristika
Negramotní konvrši tvořili zhruba 70 % obyvatel kláštera. Nosili vousy, a proto se také nazývali fratres barbati (vousatí bratři). Během noviciátu u nich byly zjišťovány jejich vlohy k tělesné práci. Jejich postavení v cisterciáckých klášterech upravoval spis Usus conversorum, sepsaný pravděpodobně po roce 1120. Od mnichů se konvrši odlišovali svým oděvem (konvrši měli tmavošedý nebo hnědý, zatímco mniši bílý až světle šedý s černým škapulířem a černým pásem) a obě skupiny řeholníků měly též oddělené refektáře i dormitáře. V kostele byli konvrši odděleni od mnichů lektoriem.
V ženských klášterech působily konvršky, které však na rozdíl od konvršů neopouštěly klášter a věnovaly se práci v kuchyni a na zahradě a péči o nemocné.
Od 13. století se počet konvršů rychle snižoval, jelikož nacházeli lepší uplatnění jako laičtí bratři v nových řádech františkánů či dominikánů. Zemědělskou půdu pak začaly kláštery pronajímat.